# The Siren
The Siren var den fjärde singeln från albumet Once av det finska power metalbandet Nightwish. Låten spelades med London Session Orchestra och inkluderar många exotiska musikinstrument. Dessutom använde Tarja Turunen en annan typ av röstläge än i tidigare låtar.

## Spår på singeln

### Spinefarm Recordsversion
1. The Siren (redigerad)
2. The Siren (albumversion)
3. The Siren (live)
4. Kuolema Tekee Taiteilijan (live)

### Nuclear Blast Recordsversion
1. The Siren (redigerad)
2. The Siren (albumversion)
3. The Siren (live)
4. Symphony Of Destruction (cover på en låt av Megadeth, live)
5. Kuolema Tekee Taiteilijan (live)